# Schweizer Truppen in kurpfälzischen Diensten

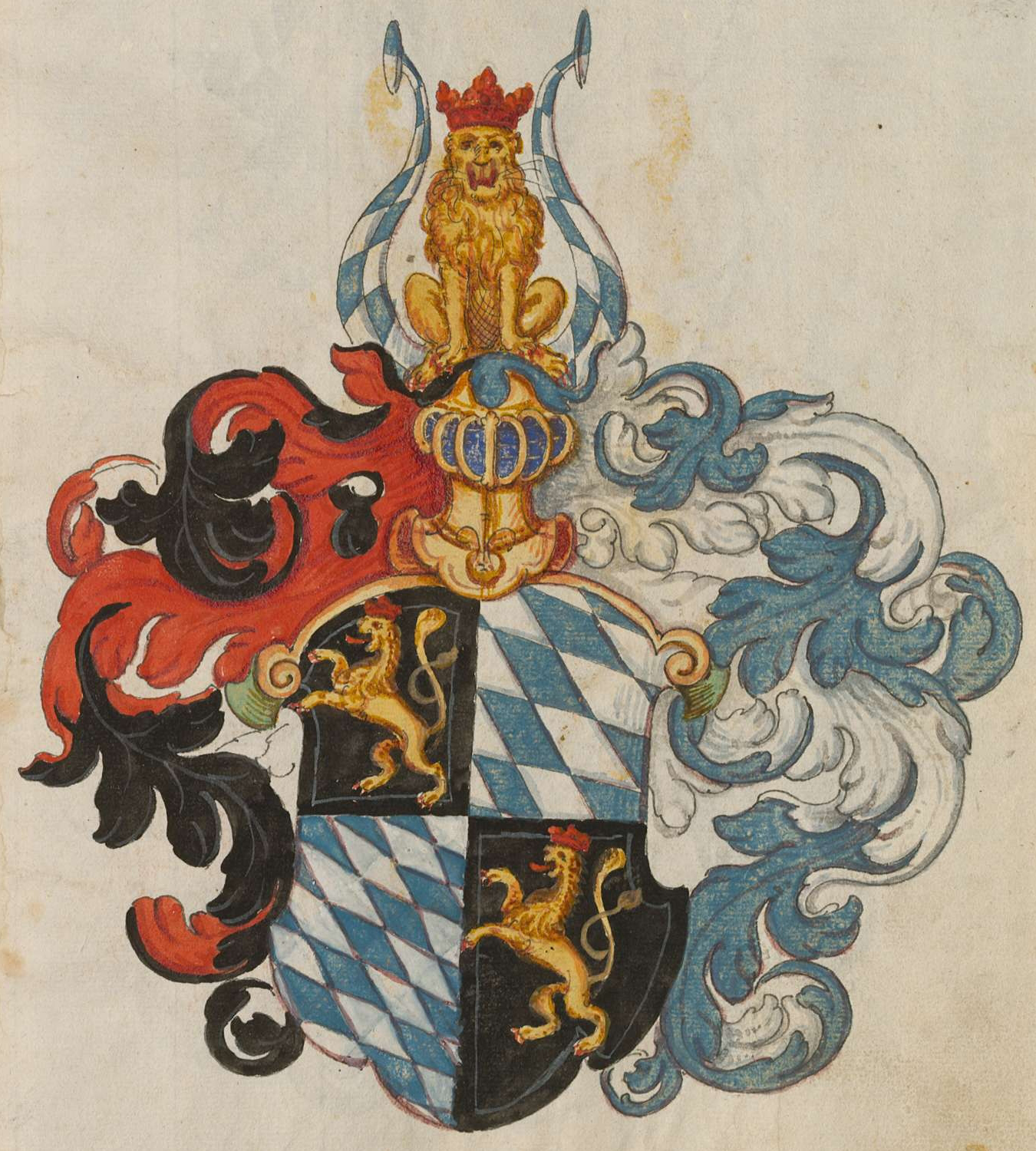
Wappen der Kurpfalz

Die eine Schweizer Truppe in kurpfälzischen Diensten, von den Kurfürsten der Pfalzgrafschaft bei Rhein mehrmals aufgehoben und wiedererrichtet, war eine Schweizer Leib-Garde.
Schweizer Truppen in fremden Diensten hiess der von Behörden der Schweizer Eidgenossenschaft mit Staatsverträgen geregelte Solddienst von geführten, ganzen Truppenkörpern im Ausland.
Diese Verträge enthielten ein Kapitel, das die militärischen Angelegenheiten regelte: die sogenannte Kapitulation (oder Privatkapitulation, wenn einer der Vertragspartner ein privater Militärunternehmer war).

## Übersicht der Schweizer Truppen in kurpfälzischen Diensten
| Haus Wittelsbach                                                       |                                                 |               |
| #kur                                                                   | Bezeichnung                                     | Jahr          |
| Kurfürst Johann Kasimir 1583–1592                                      |                                                 |               |
| 1                                                                      | Schweizer Leibgarde                             | 1592          |
| Kurfürst Karl Ludwig 1649–1680                                         |                                                 |               |
| 2                                                                      | Schweizer Leibgarde                             | 1656–?/1678–? |
| Kurfürst Karl Philipp 1716–1742                                        |                                                 |               |
| 3                                                                      | Schweizer Leib-Garde                            | 1716–1778     |
| Kurfürst Karl Theodor 1742–1799 1777 kurpfälzisch-bayerischer Kurfürst |                                                 |               |
| - Johann Kasimir - Karl Ludwig - Karl Philipp - Karl Theodor           |                                                 |               |
| Haus Hessen                                                            |                                                 |               |
| 0                                                                      | Schweizer Leib-Garde ohne eidgenössischen Bezug | 1778–1866     |

## Die Kurpfalz, ein territorialer Flickenteppich

Die Kurpfalz, ein territorialer Flickenteppich

Der Pfalzgraf bei Rhein war einer der (ursprünglich) sieben Kurfürsten des Heiligen Römischen Reiches Deutscher Nation.
Die kurfürstlich rheinische Pfalzgrafschaft (Kurzform: Kurpfalz) war kein zusammenhängendes Territorium, sondern ein sich dauernd verändernder territorialer Flickenteppich von Einzelgebieten. Er erstreckte sich, grob gesagt, von der Mosel linksseitig des Rheins hoch bis ins Nordelsass und auf der rechten Rheinseite an Heidelberg vorbei den Neckar entlang bis in die Gegend von Heilbronn. Zusammengehalten wurde er vom Amt des ehemals für die königlichen Pfalzen verantwortlichen Pfalzgrafen, der mit der Goldenen Bulle von 1356 endgültig zum Kurfürst wurde.
Das Amt des kurfürstlichen Pfalzgrafen übertrug sich öfters von einer aussterbenden hochadligen Dynastie zur nächsten und schliesslich zwischen verschiedenen Linien der Wittelsbacher. Die Kurpfalz wechselte mehrmals die Konfession zwischen Katholizismus, Luthertum und Calvinismus und wurde auch schon mal von spanischen, schwedischen, bayrischen oder französischen Feldherren besetzt.
Bereits im 16. Jahrhundert bekam Kurfürst Johann Kasimir von den protestantischen eidgenössischen Städten eine Schweizer Leibgarde bewilligt.
| Bezeichnung, Einsatzdauer         | (1kur) Schweizer Leibgarde 1582                                                                       | (1kur) Schweizer Leibgarde 1582                                                                       | (1kur) Schweizer Leibgarde 1582 | (1kur) Schweizer Leibgarde 1582 | (1kur) Schweizer Leibgarde 1582 | (1kur) Schweizer Leibgarde 1582 | (1kur) Schweizer Leibgarde 1582 | (1kur) Schweizer Leibgarde 1582 | (1kur) Schweizer Leibgarde 1582 | (1kur) Schweizer Leibgarde 1582 | (1kur) Schweizer Leibgarde 1582 | (1kur) Schweizer Leibgarde 1582 | (1kur) Schweizer Leibgarde 1582 | (1kur) Schweizer Leibgarde 1582 | (1kur) Schweizer Leibgarde 1582 | (1kur) Schweizer Leibgarde 1582 | (1kur) Schweizer Leibgarde 1582 | (1kur) Schweizer Leibgarde 1582 | (1kur) Schweizer Leibgarde 1582 | (1kur) Schweizer Leibgarde 1582 | (1kur) Schweizer Leibgarde 1582 | (1kur) Schweizer Leibgarde 1582 | (1kur) Schweizer Leibgarde 1582 |
| Jahr, Vertragspartner             | 1582: Kapitulation von Kurfürst Johann Kasimir mit den protestantischen eidgenössischen Städten.      | 1582: Kapitulation von Kurfürst Johann Kasimir mit den protestantischen eidgenössischen Städten.      |                                 |                                 |                                 |                                 |                                 |                                 |                                 |                                 |                                 |                                 |                                 |                                 |                                 |                                 |                                 |                                 |                                 |                                 |                                 |                                 |                                 |
| Bestand, Formation                | Eine Kompanie von 200 Mann, davon 40 aus Zürich.                                                      | |                                 |                                 |                                 |                                 |                                 |                                 |                                 |                                 |                                 |                                 |                                 |                                 |                                 |                                 |                                 |                                 |                                 |                                 |                                 |                                 |                                 |
| Herkunft Kader, Truppe            | Aus den protestantischen Kantonen.                                                                    | |                                 |                                 |                                 |                                 |                                 |                                 |                                 |                                 |                                 |                                 |                                 |                                 |                                 |                                 |                                 |                                 |                                 |                                 |                                 |                                 |                                 |
| Besitzer, Kommandant, Namensgeber | - Zürcher Kontingent: Hauptmann Sebastian Stucki; - Übriges Kontingent: k. A.                         | - Zürcher Kontingent: Hauptmann Sebastian Stucki; - Übriges Kontingent: k. A.                         |                                 |                                 |                                 |                                 |                                 |                                 |                                 |                                 |                                 |                                 |                                 |                                 |                                 |                                 |                                 |                                 |                                 |                                 |                                 |                                 |                                 |
| Einsatz, Ereignisse               | Die Einheit scheint nach dem Tod von Kurfürst Johann-Kasimir bereits wieder aufgelöst worden zu sein. | Die Einheit scheint nach dem Tod von Kurfürst Johann-Kasimir bereits wieder aufgelöst worden zu sein. |                                 |                                 |                                 |                                 |                                 |                                 |                                 |                                 |                                 |                                 |                                 |                                 |                                 |                                 |                                 |                                 |                                 |                                 |                                 |                                 |                                 |

## Die Schweizer Einwanderer in die Kurpfalz
Die Kurpfalz hatte unter den Kriegsgräueln und Brandschatzungen des Dreissigjährigen Krieges besonders stark gelitten: ganze Landstriche waren leergefegt. Das Land mit der Residenzstadt Heidelberg litt unter der Entvölkerung und erliess schliesslich ein Einwanderungsgesetz. Damit sollten ab 1650 die Bevölkerung rheinabwärts vor allem durch Einwanderer aus den deutschsprachigen Kantonen der kriegsverschonten Schweiz erneuert und das Handwerk gefördert werden. Das Angebot war durch den nach Kriegsende eintretenden Konjunktureinbruch in der Eidgenossenschaft willkommen.
Auch Kurfürst Karl Ludwig leistete sich 1656 eine aus für ihre Zuverlässigkeit und militärischen Fähigkeiten bekannten Eidgenossen bestehende Schweizer Leibgarde.
| Bezeichnung, Einsatzdauer         | (2kur) Schweizer Leibgarde 1656–?/1678–?                                                                                                   | (2kur) Schweizer Leibgarde 1656–?/1678–?                                                                                                   | (2kur) Schweizer Leibgarde 1656–?/1678–? | (2kur) Schweizer Leibgarde 1656–?/1678–? | (2kur) Schweizer Leibgarde 1656–?/1678–? | (2kur) Schweizer Leibgarde 1656–?/1678–? | (2kur) Schweizer Leibgarde 1656–?/1678–? | (2kur) Schweizer Leibgarde 1656–?/1678–? | (2kur) Schweizer Leibgarde 1656–?/1678–? | (2kur) Schweizer Leibgarde 1656–?/1678–? | (2kur) Schweizer Leibgarde 1656–?/1678–? | (2kur) Schweizer Leibgarde 1656–?/1678–? | (2kur) Schweizer Leibgarde 1656–?/1678–? | (2kur) Schweizer Leibgarde 1656–?/1678–? | (2kur) Schweizer Leibgarde 1656–?/1678–? | (2kur) Schweizer Leibgarde 1656–?/1678–? | (2kur) Schweizer Leibgarde 1656–?/1678–? | (2kur) Schweizer Leibgarde 1656–?/1678–? | (2kur) Schweizer Leibgarde 1656–?/1678–? | (2kur) Schweizer Leibgarde 1656–?/1678–? | (2kur) Schweizer Leibgarde 1656–?/1678–? | (2kur) Schweizer Leibgarde 1656–?/1678–? | (2kur) Schweizer Leibgarde 1656–?/1678–? |
| Jahr, Vertragspartner             | 1656/1678: Genehmigung für Kurfürst Karl Ludwig aus Zürich.                                                                                | 1656/1678: Genehmigung für Kurfürst Karl Ludwig aus Zürich.                                                                                |                                          |                                          |                                          |                                          |                                          |                                          |                                          |                                          |                                          |                                          |                                          |                                          |                                          |                                          |                                          |                                          |                                          |                                          |                                          |                                          |                                          |
| Bestand, Formation                | - 1656: eine Einheit von 50 Mann. - 1678: zwei Kompanien von unbekannter Grösse.                                                           | |                                          |                                          |                                          |                                          |                                          |                                          |                                          |                                          |                                          |                                          |                                          |                                          |                                          |                                          |                                          |                                          |                                          |                                          |                                          |                                          |                                          |
| Herkunft Kader, Truppe            | Aus Zürich. | |                                          |                                          |                                          |                                          |                                          |                                          |                                          |                                          |                                          |                                          |                                          |                                          |                                          |                                          |                                          |                                          |                                          |                                          |                                          |                                          |                                          |
| Besitzer, Kommandant, Namensgeber | - 1656: k. A. - 1678: die Hauptleute Heinrich Bürckli und Lux Schmid.                                                                      | - 1656: k. A. - 1678: die Hauptleute Heinrich Bürckli und Lux Schmid.                                                                      |                                          |                                          |                                          |                                          |                                          |                                          |                                          |                                          |                                          |                                          |                                          |                                          |                                          |                                          |                                          |                                          |                                          |                                          |                                          |                                          |                                          |
| Einsatz, Ereignisse               | Ob es sich um dieselbe oder zwei verschiedene Einheiten handelt sowie ihre Einsatzdauer ist aus den verfügbaren Quellen nicht ersichtlich. | Ob es sich um dieselbe oder zwei verschiedene Einheiten handelt sowie ihre Einsatzdauer ist aus den verfügbaren Quellen nicht ersichtlich. |                                          |                                          |                                          |                                          |                                          |                                          |                                          |                                          |                                          |                                          |                                          |                                          |                                          |                                          |                                          |                                          |                                          |                                          |                                          |                                          |                                          |

## Die Kurpfalz geht in Bayern auf
Auch ein Jahrhundert später wies die kurpfälzische Armee von Kurfürst Karl Philipp eine Schweizer Garde aus.
1777, kurz vor der Französischen Revolution, starb die bayerische, die Hauptlinie der Wittelsbacher im Mannesstamme aus. Der Kurfürst der Pfalzgrafschaft bei Rhein aus der Sulzbacher Nebenlinie, Karl Theodor, übernahm das Erbe, brachte die Kurpfalz in den neugebildeten Staat Kurpfalz-Bayern ein und verlegte die Hauptstadt von Mannheim nach München. 
Bei diesem Vorgang erlosch die kurpfälzische Kurwürde. Karl Theodor führte jedoch die kurbayerische Kurwürde weiter.
Er vereinigte auch beide Armeen zur kurpfälzisch-bayerischen Armee. Dabei ist die kurpfälzische Schweizer Leib-Garde aufgelöst und in bestehende bayerische Verbände integriert worden.
| Bezeichnung, Einsatzdauer         | (3kur) Schweizer Leib-Garde 1716–1778 | (3kur) Schweizer Leib-Garde 1716–1778                                                                                  | (3kur) Schweizer Leib-Garde 1716–1778 | (3kur) Schweizer Leib-Garde 1716–1778 | (3kur) Schweizer Leib-Garde 1716–1778 | (3kur) Schweizer Leib-Garde 1716–1778 | (3kur) Schweizer Leib-Garde 1716–1778 | (3kur) Schweizer Leib-Garde 1716–1778 | (3kur) Schweizer Leib-Garde 1716–1778 | (3kur) Schweizer Leib-Garde 1716–1778 | (3kur) Schweizer Leib-Garde 1716–1778 | (3kur) Schweizer Leib-Garde 1716–1778 | (3kur) Schweizer Leib-Garde 1716–1778 | (3kur) Schweizer Leib-Garde 1716–1778 | (3kur) Schweizer Leib-Garde 1716–1778 | (3kur) Schweizer Leib-Garde 1716–1778 | (3kur) Schweizer Leib-Garde 1716–1778 | (3kur) Schweizer Leib-Garde 1716–1778 | (3kur) Schweizer Leib-Garde 1716–1778 | (3kur) Schweizer Leib-Garde 1716–1778 | (3kur) Schweizer Leib-Garde 1716–1778 | (3kur) Schweizer Leib-Garde 1716–1778 | (3kur) Schweizer Leib-Garde 1716–1778 |
| Jahr, Vertragspartner             | Erlass von Kurfürst Karl Philipp? | Erlass von Kurfürst Karl Philipp?                                                                                      |                                       |                                       |                                       |                                       |                                       |                                       |                                       |                                       |                                       |                                       |                                       |                                       |                                       |                                       |                                       |                                       |                                       |                                       |                                       |                                       |                                       |
| Bestand, Formation                | - Eine Kompanie von 100 Mann Sollbestand. - 1755 noch 66 Mann Istbestand, uniformiert mit blauem Rock, blauer Weste, roten Aufschlägen, silberbortiertem Hut und mit folgenden Chargen: 1 Capitän en chef, General; 1 Lieutenant, Oberst; 1 Fähnrich, Oberstleutnant; 4 Capitäns-Exempts; Majore (diese Alle von Adel); 1 Quartiermeister; Hauptmann; 1 Feldscherer; 2 Wachtmeister; 3 Corporale; 2 Tamboure; 2 Pfeiffer; 46 Schweizer; 1 Profos; zusammen 66 Mann. | |                                       |                                       |                                       |                                       |                                       |                                       |                                       |                                       |                                       |                                       |                                       |                                       |                                       |                                       |                                       |                                       |                                       |                                       |                                       |                                       |                                       |
| Herkunft Kader, Truppe            | Offizierskorps vorwiegend aus der Kurpfalz. | |                                       |                                       |                                       |                                       |                                       |                                       |                                       |                                       |                                       |                                       |                                       |                                       |                                       |                                       |                                       |                                       |                                       |                                       |                                       |                                       |                                       |
| Besitzer, Kommandant, Namensgeber | 1775: Capitaine en Chef: Friedrich Wilhelm, Prinz zu Isenburg; Obrist: Carl Joseph, Graf von Wiser. | 1775: Capitaine en Chef: Friedrich Wilhelm, Prinz zu Isenburg; Obrist: Carl Joseph, Graf von Wiser.                    |                                       |                                       |                                       |                                       |                                       |                                       |                                       |                                       |                                       |                                       |                                       |                                       |                                       |                                       |                                       |                                       |                                       |                                       |                                       |                                       |                                       |
| Einsatz, Ereignisse               | Die Reste der Einheit gingen, nach der Vereinigung der Kurpfalz mit Bayern 1777, in bestehenden bayrischen Garden auf. | Die Reste der Einheit gingen, nach der Vereinigung der Kurpfalz mit Bayern 1777, in bestehenden bayrischen Garden auf. |                                       |                                       |                                       |                                       |                                       |                                       |                                       |                                       |                                       |                                       |                                       |                                       |                                       |                                       |                                       |                                       |                                       |                                       |                                       |                                       |                                       |

## Das Ende der Kurpfalz durch Napoleon
1777 mit Bayern vereinigt, bedeuteten die napoleonischen Kriege 1803 für die Kurpfalz das endgültige Ende. 
Der Reichsdeputationshauptschluss überliess, wie für weitere deutsche Fürsten, ihre linksrheinischen Gebiete Frankreich und teilte die rechtsrheinischen mehrheitlich dem Kurfürstentum Baden zu. 
Als Kompensation für die linksrheinischen Gebietsverluste wurden vier neue Kurwürden geschaffen, darunter diejenige von Hessen-Kassel (Kurzform: Kurhessen).

### Die letzte kurfürstliche, eine kurhessische Schweizer Leib-Garde
Auch diese hessen-kasselschen Landgrafen, und ab 1803 Kurfürsten, verfügten über eine Schweizer Leib-Garde in ihren Streitkräften, die allerdings keinen Bezug zum Schweizer Bürgerrecht hatte.
Diese, obwohl keine kurpfälzische, eidgenössische, sondern kurhessische Einheit, ist nachfolgend, der Vollständigkeit halber, als letzte kurfürstliche Schweizer Leib-Garde ebenfalls aufgeführt.
| Bezeichnung, Einsatzdauer                                | (0kur) Schweizer Leib-Garde 1778–1866 ohne eidgenössischen Bezug | (0kur) Schweizer Leib-Garde 1778–1866 ohne eidgenössischen Bezug | (0kur) Schweizer Leib-Garde 1778–1866 ohne eidgenössischen Bezug | (0kur) Schweizer Leib-Garde 1778–1866 ohne eidgenössischen Bezug | (0kur) Schweizer Leib-Garde 1778–1866 ohne eidgenössischen Bezug | (0kur) Schweizer Leib-Garde 1778–1866 ohne eidgenössischen Bezug | (0kur) Schweizer Leib-Garde 1778–1866 ohne eidgenössischen Bezug | (0kur) Schweizer Leib-Garde 1778–1866 ohne eidgenössischen Bezug | (0kur) Schweizer Leib-Garde 1778–1866 ohne eidgenössischen Bezug | (0kur) Schweizer Leib-Garde 1778–1866 ohne eidgenössischen Bezug | (0kur) Schweizer Leib-Garde 1778–1866 ohne eidgenössischen Bezug | (0kur) Schweizer Leib-Garde 1778–1866 ohne eidgenössischen Bezug | (0kur) Schweizer Leib-Garde 1778–1866 ohne eidgenössischen Bezug | (0kur) Schweizer Leib-Garde 1778–1866 ohne eidgenössischen Bezug | (0kur) Schweizer Leib-Garde 1778–1866 ohne eidgenössischen Bezug | (0kur) Schweizer Leib-Garde 1778–1866 ohne eidgenössischen Bezug | (0kur) Schweizer Leib-Garde 1778–1866 ohne eidgenössischen Bezug | (0kur) Schweizer Leib-Garde 1778–1866 ohne eidgenössischen Bezug | (0kur) Schweizer Leib-Garde 1778–1866 ohne eidgenössischen Bezug | (0kur) Schweizer Leib-Garde 1778–1866 ohne eidgenössischen Bezug | (0kur) Schweizer Leib-Garde 1778–1866 ohne eidgenössischen Bezug | (0kur) Schweizer Leib-Garde 1778–1866 ohne eidgenössischen Bezug | \| Haus Hessen-Kassel \| \| \| \| #kur \| Bezeichnung \| Jahr \| \| Landgraf Friedrich II. 1760–1785 \| \| \| \| 0 \| Schweizer Leib-Garde \| 1778–1866 \| \| Landgraf Wilhelm I 1785–1821 1803 kurhessischer Kurfürst \| \| \| \| \| \| \| \| Kurfürst Friedrich Wilhelm I 1847–1866 \| \| \| \| - Friedrich II. - Wilhelm I. - Friedrich Wilhelm I. \| \| \| |
| Jahr, Vertragspartner                                    | Erlass von Landgraf Friedrich II. | Erlass von Landgraf Friedrich II. |                                                                  |                                                                  |                                                                  |                                                                  |                                                                  |                                                                  |                                                                  |                                                                  |                                                                  |                                                                  |                                                                  |                                                                  |                                                                  |                                                                  |                                                                  |                                                                  |                                                                  |                                                                  |                                                                  |                                                                  | \| Haus Hessen-Kassel \| \| \| \| #kur \| Bezeichnung \| Jahr \| \| Landgraf Friedrich II. 1760–1785 \| \| \| \| 0 \| Schweizer Leib-Garde \| 1778–1866 \| \| Landgraf Wilhelm I 1785–1821 1803 kurhessischer Kurfürst \| \| \| \| \| \| \| \| Kurfürst Friedrich Wilhelm I 1847–1866 \| \| \| \| - Friedrich II. - Wilhelm I. - Friedrich Wilhelm I. \| \| \| |
| Bestand, Formation                                       | - 1778 (soll): 150 Mann. - 1785 (ist): Kompanie von 40 Mann. - 1789 (soll): Chargen nach dem neuen Kriegsreglement von Kurfürst Karl Theodor: 1 Hauptmann oder Rittmeister, 1 Oberlieutenant, 1 Unterlieutenant, 1 Feldwebel oder Wachtmeister, 1 Fourier, 2 Sergenten, 2 Wachtmeister, 4 Korporale, 8 Gefreite. - 1840 (ist): 1 Feldwebel und 15 Mann (extremer Spardruck!). | |                                                                  |                                                                  |                                                                  |                                                                  |                                                                  |                                                                  |                                                                  |                                                                  |                                                                  |                                                                  |                                                                  |                                                                  |                                                                  |                                                                  |                                                                  |                                                                  |                                                                  |                                                                  |                                                                  |                                                                  | \| Haus Hessen-Kassel \| \| \| \| #kur \| Bezeichnung \| Jahr \| \| Landgraf Friedrich II. 1760–1785 \| \| \| \| 0 \| Schweizer Leib-Garde \| 1778–1866 \| \| Landgraf Wilhelm I 1785–1821 1803 kurhessischer Kurfürst \| \| \| \| \| \| \| \| Kurfürst Friedrich Wilhelm I 1847–1866 \| \| \| \| - Friedrich II. - Wilhelm I. - Friedrich Wilhelm I. \| \| \| |
| Herkunft Kader, Truppe                                   | besonders geeignete Veteranen aus aufgelösten einheimischen Garden. | |                                                                  |                                                                  |                                                                  |                                                                  |                                                                  |                                                                  |                                                                  |                                                                  |                                                                  |                                                                  |                                                                  |                                                                  |                                                                  |                                                                  |                                                                  |                                                                  |                                                                  |                                                                  |                                                                  |                                                                  | \| Haus Hessen-Kassel \| \| \| \| #kur \| Bezeichnung \| Jahr \| \| Landgraf Friedrich II. 1760–1785 \| \| \| \| 0 \| Schweizer Leib-Garde \| 1778–1866 \| \| Landgraf Wilhelm I 1785–1821 1803 kurhessischer Kurfürst \| \| \| \| \| \| \| \| Kurfürst Friedrich Wilhelm I 1847–1866 \| \| \| \| - Friedrich II. - Wilhelm I. - Friedrich Wilhelm I. \| \| \| |
| Besitzer, Kommandant, Namensgeber                        | Aus dem kurhessischen Militäradel. | Aus dem kurhessischen Militäradel. |                                                                  |                                                                  |                                                                  |                                                                  |                                                                  |                                                                  |                                                                  |                                                                  |                                                                  |                                                                  |                                                                  |                                                                  |                                                                  |                                                                  |                                                                  |                                                                  |                                                                  |                                                                  |                                                                  |                                                                  | \| Haus Hessen-Kassel \| \| \| \| #kur \| Bezeichnung \| Jahr \| \| Landgraf Friedrich II. 1760–1785 \| \| \| \| 0 \| Schweizer Leib-Garde \| 1778–1866 \| \| Landgraf Wilhelm I 1785–1821 1803 kurhessischer Kurfürst \| \| \| \| \| \| \| \| Kurfürst Friedrich Wilhelm I 1847–1866 \| \| \| \| - Friedrich II. - Wilhelm I. - Friedrich Wilhelm I. \| \| \| |
| Einsatz, Ereignisse                                      | Der Auftrag der Einheit bestand, neben der Repräsentation bei Staatsanlässen, in der Bewachung der Löwenburg und der kurfürstlichen Schlösser. Landgraf Friedrich II. und seine landgräflichen und kurfürstlichen Nachfolger bildeten die Schweizer Leib-Garde mehrmals um und änderten auch einige Male ihre Bezeichnung.                                                    | Der Auftrag der Einheit bestand, neben der Repräsentation bei Staatsanlässen, in der Bewachung der Löwenburg und der kurfürstlichen Schlösser. Landgraf Friedrich II. und seine landgräflichen und kurfürstlichen Nachfolger bildeten die Schweizer Leib-Garde mehrmals um und änderten auch einige Male ihre Bezeichnung. |                                                                  |                                                                  |                                                                  |                                                                  |                                                                  |                                                                  |                                                                  |                                                                  |                                                                  |                                                                  |                                                                  |                                                                  |                                                                  |                                                                  |                                                                  |                                                                  |                                                                  |                                                                  |                                                                  |                                                                  | \| Haus Hessen-Kassel \| \| \| \| #kur \| Bezeichnung \| Jahr \| \| Landgraf Friedrich II. 1760–1785 \| \| \| \| 0 \| Schweizer Leib-Garde \| 1778–1866 \| \| Landgraf Wilhelm I 1785–1821 1803 kurhessischer Kurfürst \| \| \| \| \| \| \| \| Kurfürst Friedrich Wilhelm I 1847–1866 \| \| \| \| - Friedrich II. - Wilhelm I. - Friedrich Wilhelm I. \| \| \| |
| Haus Hessen-Kassel                                       | | |                                                                  |                                                                  |                                                                  |                                                                  |                                                                  |                                                                  |                                                                  |                                                                  |                                                                  |                                                                  |                                                                  |                                                                  |                                                                  |                                                                  |                                                                  |                                                                  |                                                                  |                                                                  |                                                                  |                                                                  | |
| #kur                                                     | Bezeichnung | Jahr |                                                                  |                                                                  |                                                                  |                                                                  |                                                                  |                                                                  |                                                                  |                                                                  |                                                                  |                                                                  |                                                                  |                                                                  |                                                                  |                                                                  |                                                                  |                                                                  |                                                                  |                                                                  |                                                                  |                                                                  | |
| Landgraf Friedrich II. 1760–1785                         | | |                                                                  |                                                                  |                                                                  |                                                                  |                                                                  |                                                                  |                                                                  |                                                                  |                                                                  |                                                                  |                                                                  |                                                                  |                                                                  |                                                                  |                                                                  |                                                                  |                                                                  |                                                                  |                                                                  |                                                                  | |
| 0                                                        | Schweizer Leib-Garde | 1778–1866 |                                                                  |                                                                  |                                                                  |                                                                  |                                                                  |                                                                  |                                                                  |                                                                  |                                                                  |                                                                  |                                                                  |                                                                  |                                                                  |                                                                  |                                                                  |                                                                  |                                                                  |                                                                  |                                                                  |                                                                  | |
| Landgraf Wilhelm I 1785–1821 1803 kurhessischer Kurfürst | | |                                                                  |                                                                  |                                                                  |                                                                  |                                                                  |                                                                  |                                                                  |                                                                  |                                                                  |                                                                  |                                                                  |                                                                  |                                                                  |                                                                  |                                                                  |                                                                  |                                                                  |                                                                  |                                                                  |                                                                  | |
|                                                          | | |                                                                  |                                                                  |                                                                  |                                                                  |                                                                  |                                                                  |                                                                  |                                                                  |                                                                  |                                                                  |                                                                  |                                                                  |                                                                  |                                                                  |                                                                  |                                                                  |                                                                  |                                                                  |                                                                  |                                                                  | |
| Kurfürst Friedrich Wilhelm I 1847–1866                   | | |                                                                  |                                                                  |                                                                  |                                                                  |                                                                  |                                                                  |                                                                  |                                                                  |                                                                  |                                                                  |                                                                  |                                                                  |                                                                  |                                                                  |                                                                  |                                                                  |                                                                  |                                                                  |                                                                  |                                                                  | |
| - Friedrich II. - Wilhelm I. - Friedrich Wilhelm I.      | | |                                                                  |                                                                  |                                                                  |                                                                  |                                                                  |                                                                  |                                                                  |                                                                  |                                                                  |                                                                  |                                                                  |                                                                  |                                                                  |                                                                  |                                                                  |                                                                  |                                                                  |                                                                  |                                                                  |                                                                  | |